# Memorial Bettega
Il Memorial Bettega è una manifestazione automobilistica organizzata nel corso del Motor Show di Bologna, dedicata ad Attilio Bettega, pilota deceduto nel corso del Tour de Corse, quinta tappa del Campionato del mondo rally 1985. Si disputa il weekend finale della manifestazione.
Consiste in una gara di rally su un circuito chiuso nell'Area 48 della Fiera di Bologna caratterizzato da un fondo misto asfalto-sterrato, ottenuto trasportando terra nel comprensorio fieristico per avere spettacolari salti da affrontare vicini alle tribune a disposizione del pubblico.
La competizione si svolge ad inseguimento su più manche, con due piloti in azione in contemporanea sullo stesso tracciato. Le posizioni di partenza sono distanti circa metà percorso l'una dall'altra, e vengono invertite nelle due manche così da dare ad entrambi le stesse possibilità. La somma dei tempi di percorrenza delle due manche determina la prestazione di ciascun pilota.
Il primo giorno i piloti vengono divisi in due gruppi e si affrontano tra loro per ottenere una classifica. Poi nel tardo pomeriggio i primi due di ogni gruppo si sfidano in notturna ad eliminazione in occasione del Trofeo Dante Salvay. La mattina del secondo giorno nuovo giro di sfide intra-girone, fino ad ottenere la classifica finale dei due gruppi. A quel punto nuovamente i primi due di ogni gruppo si sfidano con sfide ad eliminazione fino ad ottenere il vincitore della finale, che diventa il vincitore della manifestazione. La copertura televisiva da parte della RAI nelle prime edizioni ha dato adito all'idea delle prove-spettacolo ora presenti in tanti rally anche del Campionato del Mondo, cioè delle prove speciali più brevi ed adatte per la copertura televisiva e per spazi ristretti così da permettere al pubblico di assieparsi su delle tribune artificiali e poter godere di tutto lo spettacolo e non solo di quello di una serie di curve.
Nella prima edizione partecipò e vinse il neo-campione del mondo di rally Timo Salonen con la sua Peugeot 205 T16 di Gruppo B, alla seconda edizione la partecipazione fu ancora più qualificata con le Lancia Delta S4 e, negli anni seguenti, le Lancia di Gruppo A. Tanti i campioni del mondo che hanno corso il Memorial Bettega, oltre a Salonen nomi come Markku Alén, Miki Biasion, Juha Kankkunen, Colin McRae, Didier Auriol, Marcus Grönholm, Sébastien Ogier e Petter Solberg, poi tanti altri piloti internazionali attivi nel mondiale rally, italiani di alto livello e giovani promesse.

## Albo d'oro
| Anno | Edizione      | Classe              | Vincitore             | Finalista           | Resoconto     |
| ---- | ------------- | ------------------- | --------------------- | ------------------- | ------------- |
| 1985 | 1ª Edizione   |                     | Timo Salonen          | Markku Alén         | Resoconto     |
| 1986 | 2ª Edizione   |                     | Markku Alén           | Miki Biasion        | Resoconto     |
| 1987 | 3ª Edizione   | Trofeo 4WD          | Miki Biasion          | Juha Kankkunen      | Resoconto     |
| 1987 | 3ª Edizione   | Trofeo 2WD          | Harald Demuth         | Carlos Sainz        |               |
| 1988 | 4ª Edizione   | Trofeo 4WD          | Markku Alen           | Alex Fiorio         | Resoconto     |
| 1988 | 4ª Edizione   | Trofeo 2WD          | Michele Rayneri       | Harry Toivonen      |               |
| 1989 | 5ª Edizione   | Trofeo 4WD          | Miki Biasion          | Markku Alén         | Resoconto     |
| 1989 | 5ª Edizione   | Trofeo 2WD          | Paolo Fabrizio Fabbri | Per Eklund          |               |
| 1990 | 6ª Edizione   | Trofeo 4WD          | Miki Biasion          | Juha Kankkunen      | Resoconto     |
| 1990 | 6ª Edizione   | Trofeo 2WD          | Paolo Fabrizio Fabbri | Andrea Aghini       |               |
| 1991 | 7ª Edizione   | Trofeo 4WD Gruppo A | Colin McRae           | Gianfranco Cunico   | Resoconto     |
| 1991 | 7ª Edizione   | Trofeo 4WD Gruppo N | Bruno Bentivogli      | Antonio Stagno      |               |
| 1991 | 7ª Edizione   | Trofeo 2WD Gruppo A | Renato Travaglia      | "Lucky" Battistolli |               |
| 1992 | 8ª Edizione   | Trofeo 4WD Gruppo A | Colin McRae           | Juha Kankkunen      | Resoconto     |
| 1992 | 8ª Edizione   | Trofeo 4WD Gruppo N | Renato Travaglia      | Riccardo Errani     |               |
| 1993 | 9ª Edizione   | Trofeo 4WD Gruppo A | Colin McRae           | Gianfranco Cunico   | Resoconto     |
| 1994 | 10ª Edizione  | Trofeo 4WD Gruppo A | Andrea Navarra        | Piero Liatti        | Resoconto     |
| 1995 | 11ª Edizione  | Trofeo 4WD Gruppo A | Andrea Navarra        | Richard Burns       | Resoconto     |
| 1995 | 11ª Edizione  | Trofeo 2WD Gruppo A | Renato Travaglia      | Ludovico Fassitelli |               |
| 1996 | 12ª Edizione  | Trofeo 4WD Gruppo A | Andrea Navarra        | Gianfranco Cunico   | Resoconto     |
| 1996 | 12ª Edizione  | Trofeo 2WD Gruppo A | Piergiorgio Deila     | Ludovico Fassitelli |               |
| 1997 | 13ª Edizione  | Trofeo 4WD Gruppo A | Andrea Navarra        | Thomas Rådström     | Resoconto     |
| 1997 | 13ª Edizione  | Trofeo 2WD Gruppo A | Piergiorgio Deila     | Renato Travaglia    |               |
| 1998 | 14ª Edizione  | Trofeo 4WD Gruppo A | Didier Auriol         | Andrea Navarra      | Resoconto     |
| 1998 | 14ª Edizione  | Trofeo 2WD Gruppo A | Renato Travaglia      | Piergiorgio Deila   |               |
| 1999 | 15ª Edizione  | Trofeo 4WD Gruppo A | Mark Higgins          | Gianfranco Cunico   | Resoconto     |
| 1999 | 15ª Edizione  | Trofeo 2WD Gruppo A | Luca Cantamessa       | Piergiorgio Deila   |               |
| 2000 | 16ª Edizione  | Trofeo WRC          | Mark Higgins          | Andrea Navarra      | Resoconto     |
| 2001 | 17ª Edizione  | Trofeo WRC          | Luca Cantamessa       | Roman Kresta        | Resoconto     |
| 2002 | 18ª Edizione  | Trofeo WRC          | Andrea Navarra        | Janne Tuohino       | Resoconto     |
| 2003 | 19ª Edizione  | Trofeo WRC          | Andrea Navarra        | Marcus Grönholm     | Resoconto     |
| 2004 | 20ª Edizione  | Trofeo WRC          | Andrea Navarra        | Marcus Grönholm     | Resoconto     |
| 2005 | 21ª Edizione  | Trofeo WRC          | Gianluigi Galli       | Mark Higgins        | Resoconto     |
| 2006 | 22ª Edizione  | Trofeo WRC          | Gianluigi Galli       | Toni Gardemeister   | Resoconto     |
| 2007 | 23ª Edizione  | Trofeo WRC          | Markko Märtin         | Toni Gardemeister   | Resoconto     |
| 2008 | 24ª Edizione  | Trofeo WRC          | Dani Sordo            | Gianluigi Galli     | Resoconto     |
| 2009 | 25ª Edizione  | Trofeo WRC          | Mikko Hirvonen        | Sébastien Ogier     | Resoconto     |
| 2010 | 26ª Edizione  |                     | Sébastien Ogier       | Petter Solberg      | Resoconto     |
| 2011 | 27ª Edizione  |                     | Petter Solberg        | Andrea Dovizioso    | Resoconto     |
| 2012 | non disputato | non disputato       | non disputato         | non disputato       | non disputato |
| 2013 | non disputato | non disputato       | non disputato         | non disputato       | non disputato |
| 2014 | 28ª Edizione  |                     | Robert Kubica         | Ken Block           | Resoconto     |
| 2015 | non disputato | non disputato       | non disputato         | non disputato       | non disputato |
| 2016 | 29ª Edizione  |                     | Elfyn Evans           | Kalle Rovanperä     | Resoconto     |
| 2017 | 30ª Edizione  |                     | Kalle Rovanperä       | Oliver Solberg      | Resoconto     |